# Lembasari
Lembasari is een bestuurslaag in het regentschap Tegal van de provincie Midden-Java, Indonesië. Lembasari telt 3944 inwoners (volkstelling 2010).